# Persatuan Muslim Indonesia
Le Persatuan Muslim Indonesia (litt. Union des musulmans indonésiens,, ou Union musulmane indonésienne,), abrégé PERMI, est un ancien parti politique islamique et nationaliste basé à Padang Panjang (Sumatra occidental). Fondé en 1930, il a été dissous en 1937, victime de la répression du gouvernement des Indes orientales néerlandaises, qui le considérait comme hostile à la colonisation. Le PERMI se distinguait des autres partis politiques en mettant l'accent à la fois sur l'islam politique et sur le nationalisme, placés sur le même plan.

## Histoire
Le PERMI est issu d'une organisation de masse, le Persatuan Sumatera Thawalib, fondé en 1928 par d'anciens membres du Sumatera Thawalib (en) après la dissolution de celui-ci. À son troisième congrès à Padang Panjang en 1930, le Persatuan Sumatera Thawalib s'est transformé en parti politique. Il a d'abord été surtout actif dans cette région, puis plus tard à Padang. Deux ans après sa création, le PERMI était devenu un des principaux partis de Sumatra occidental et commençait à avoir de l'influence dans d'autres régions comme Tapanuli, l'Est de Sumatra, Aceh, Bengkulu et Sumatra du Sud. À son apogée en décembre 1932, il avait 7 700 membres, 4 700 hommes et 3 000 femmes. Il avait des activités dans l'éducation et le scoutisme, publiait des informations et des pamphlets et organisait des réunions publiques.

### Répression
Dès sa création, le PERMI avait suscité la méfiance des autorités coloniales néerlandaises, qui le considéraient comme une menace. Les porte-paroles et les responsables du parti évoquaient en effet souvent la répression coloniale dans leurs campagnes. À partir de la fin 1932, ses activités ont commencé à être limitées et ses chefs arrêtés. Rasuna Said, une de celles qui s'étaient élevées contre la colonisation néerlandaises, a été arrêtée en décembre. D'autres personnalités du parti ont été arrêtées en même temps, comme Rasimah Ismail (en), une militante des droits des femmes. Muchtar Lutfi (id), un intellectuel du PERMI, a été arrêté en juillet 1933. Plusieurs autres chefs du parti ont été mis en résidence surveillée. Finalement, le parti n'a plus eu le droit de se réunir. Dans ces conditions, ses responsables ont tenté de communiquer par écrit, messages qui ont également été confisqués. Le journaliste Ilyas Yakoub et l'éditeur Djalaluddin Thaib ont été arrêtés en septembre 1933. Lutfi, Yakoub et Thaib ont été déportés dans le kabupaten de Boven Digoel, en Papouasie, en 1934. Cette répression a rendu l'activité du parti impossible et son responsable restant, Muhammad Sjafei (id), l'a dissous le 18 octobre 1937.

## Idéologie
La position du PERMI sur l'islam et le nationalisme reflète celle des populations de la société Minangkabau à cette époque. Il critiquait les autres partis nationalistes qui étaient surtout inspirés du mouvement nationaliste indien et plutôt réticents à considérer l'islam comme un facteur unificateur du combat national. Du point de vue du PERMI, dans une nation à 90% musulmane, la crainte des principes islamiques était comme si « un tigre avait peur d'entrer dans la jungle ou l'eau de couler dans la mer ». Le PERMI remettait donc souvent en cause les partis nationalistes laïques et les partis islamistes, dont il percevait les deux approches comme limitées. Mohammad Natsir, un des chefs du Persatuan Islam (en) (PERSIS), une organisation de masse musulmane fondée durant le réveil national, accusait le PERMI de n'être musulman que de nom, alors qu'il s'efforçait par contraste que le PERSIS soit entièrement tourné vers l'islam. La philosophie du PERMI se distinguait aussi de celle d'autres figures Minangkabau comme Mohammad Hatta, qui, bien que musulman lui-même, s'opposait à l'idée de partis politiques religieux au nom de la séparation de l'église et de l'état.
L'idéologie du PERMI était fortement marquée par le modernisme islamique défendu par Rashid Rida, qui prônait le retour au Coran et aux hadîths, la compatibilité de l'Islam et de l'éducation scientifique moderne et l'abolition de l'hétérodoxie et des innovations. Le modernisme islamique fleurissait déjà parmi la sociétét musulmane à Sumatra occidental. Cependant ce n'est qu'avec la création du PERMI que cette philosophie a bénéficié d'un moteur de mobilisation politique. La position du PERMI a été encore renforcée par le retour du Caire de deux intellectuels Minangkabau musulmans, Ilyas Yakoub et Muchtar Lutfi (id). En une du numéro de février 1931 du magazine politique Medan Rakjat, Ilyas Yakoub déplorait la situation de la société indonésienne, scindée en blocs nationalistes et musulmans. De son point de vue, bien que les deux idéologies aient des origines différentes, leurs buts respectifs n'étaient pas contradictoires. Il appelait à intégrer le slogan du PERMI « Islam et nationalisme » dans le débat politique afin de résoudre cette crise